# Scymnus subvillosus
Scymnus subvillosus – gatunek chrząszcza z rodziny biedronkowatych.

## Taksonomia
Gatunek ten opisał po raz pierwszy w 1777 roku Johann August Ephraim Goeze pod nazwą Coccinella subvillosa.

## Morfologia
Chrząszcz o szeroko-owalnym, silnie wypukłym ciele długości od 1,9 do 2,5 lub 3 mm. Głowę ma ubarwioną jasno, zwykle żółtobrunatnie. Głaszczki szczękowe i zbudowane z 11 członów czułki są rude. Przedplecze zwykle jest czarne z brunatno rozjaśnionymi brzegami przednim i bocznymi, ale może być też brunatne z ciemną plamą położoną u podstawy, przed tarczką. Rozmyty wzór na pokrywach odznacza się dużą zmiennością. Zwykle są czarne z dwiema parami brunatnych lub rudych plam poprzecznych lub brunatne z dwiema parami jaśniejszych plam poprzecznych. Plamy te mogą się jednak łączyć wzdłuż szwów i boków pokryw, a nawet rozlewać na całą ich powierzchnię, czyniąc pokrywy jednokolorowymi. Na powierzchni pokryw duże punkty tworzą nieregularne skupiska. Brzegi boczne pokryw zwykle mają słabo widoczne wypustki przed wierzchołkami. Odnóża są rude, często z ciemniejszymi goleniami. Przedpiersie ma na wyrostku międzybiodrowym dwa żeberka. Na pierwszym z widocznych sternitów odwłoka (pierwszym wentrycie) występują pełne, półokrągłe linie udowe, sięgające łukiem prawie do jego tylnej krawędzi, a zewnętrznymi końcami do przedniej jego krawędzi. Genitalia samca cechują się silnie, płatowato rozszerzonym na boki prąciem o długości nie mniejszej niż słabo owłosione paramery.

## Ekologia i występowanie

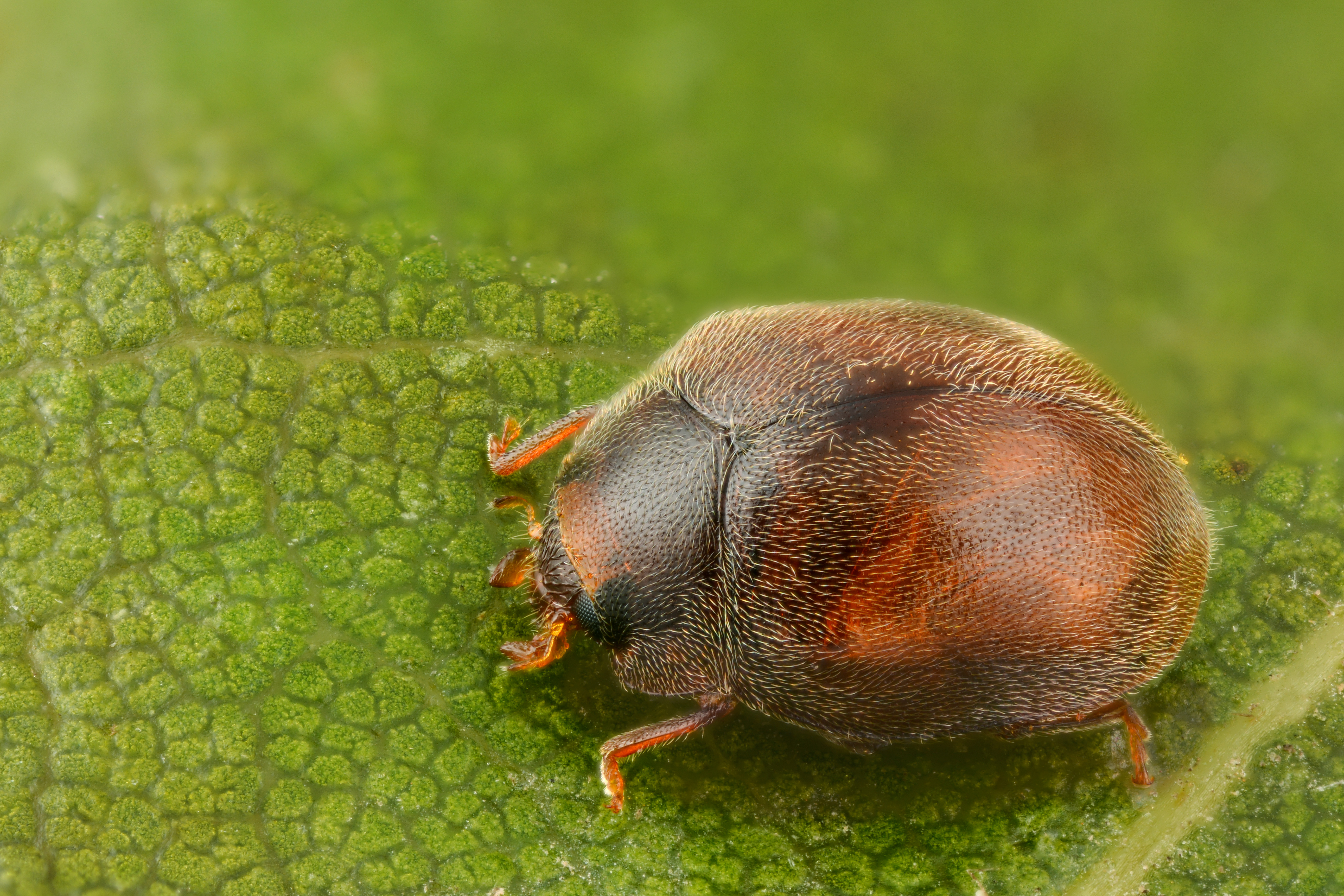
Imago na liściu

Owad ten zasiedla lasy, sady i tereny trawiaste. Bytuje głównie na drzewach, w tym na dębach, jabłoniach, olszach, orzechu włoskim, sosnach, śliwach, topolach i wiśniach. Rzadziej spotykany jest na trawach, w tym na lasecznicy trzcinowatej. Zarówno larwy jak i owady dorosłe są drapieżnikami żerującymi na mszycach (afidofagia). W Turcji stwierdzono ich żerowanie na 15 gatunkach tych pluskwiaków.
Gatunek palearktyczny. W Europie znany jest z Portugalii, Hiszpanii, Andory, Francji, Niemiec, Szwajcarii, Austrii, Włoch, San Marino, Malty, Czech, Słowacji, Węgier, Ukrainy, Krymu, Rumunii, Bułgarii, Słowenii, Chorwacji, Bośni i Hercegowiny, Czarnogóry, Serbii, Albanii, Macedonii Północnej, Grecji oraz europejskich części Rosji i Turcji. W Rosji występuje na Kaukazie i w południowej części zlewni Wołgi, na północ sięgając do okolic Saratowa. Poza Europą znany jest z Azorów, Madery, Wysp Kanaryjskich, kontynentalnej Afryki Północnej, Cypru i kontynentalnej Azji Zachodniej.  Literatura wymienia pojedyncze stwierdzenie tego skulika z polskich Sudetów, jednak rekord ten jest wątpliwy, a gatunku nie zalicza się do fauny Polski.